# Diego Catalán
Diego Catalán Menéndez-Pidal  (* 16. September 1928 in Madrid; † 9. April 2008 ebenda) war ein spanischer Romanist, Hispanist  und Mediävist.

## Leben und Werk
Diego Catalán war der Enkel des bedeutenden Romanisten Ramón Menéndez Pidal und ein Sohn der Pädagogin Jimena Menéndez-Pidal Goyri (1901–1990) und des Chemikers Miguel Catalán Sañudo (1894–1957). Im Alter von acht Jahren zog er mit seiner Familie von Madrid nach Segovia und lebte dort bis 1944 als einziger Schüler seiner Eltern und des Großvaters in einer Atmosphäre seltener Geistigkeit. Von 1944 bis 1949 studierte er an der Universität Complutense bei Rafael Lapesa Romanische Philologie, immer im Kontakt mit seinem aus politischen Gründen zurückgezogen lebenden Großvater, dessen Lebenswerk er ständig begleitete und dessen wissenschaftliches Erbe er (nach dessen Tod 1968) vierzig Jahre lang betreute.
1951 promovierte er bei Lapesa mit der Arbeit “Cronica de Alfonso XI”. Una redacción amplia desconocida. Nach einem kurzen Lektorat in Edinburgh (1951–1952) war er Assistent in Madrid. Von 1954 bis 1964 besetzte er an der Universität La Laguna von Teneriffa den Lehrstuhl für historische Grammatik, verließ die Insel aber für zahlreiche Gastprofessuren in Berkeley, Madison und Bonn (dort 1963–1964). 1965 ging er ganz in die Vereinigten Staaten und lehrte in Berkeley, Madison und San Diego (dort 1970–1988). 1978 wurde er in die American Academy of Arts and Sciences gewählt. Nachdem 1979 seine Bewerbung auf den Lehrstuhl von Rafael Lapesa an der Complutense in Madrid gescheitert war, übernahm er von 1981 bis zu seiner Emeritierung 1998 einen Lehrstuhl an der Autonomen Universität Madrid.
In Cataláns wissenschaftlichem Werk ist zu unterscheiden zwischen der (umfangreichen) Dienstleistung am Erbe von Menéndez Pidal und dem (ebenfalls umfangreichen) Eigenen, mit dem er sich ab den siebziger Jahren von der Philologie zur Geschichtsforschung bewegte. Die Romancero-Forschung seines Großvaters führte Catalán fort durch die Herausgabe und Katalogisierung (mit anderen) von Romanzensammlungen in zahlreichen Bänden. Derzeit wird diese noch unabgeschlossene Forschung vor allem von Suzanne Petersen im Internet-Projekt Pan-Hispanic Ballad Project koordiniert.
Bedeutend war auch die postume Herausgabe der von Ramón Menéndez Pidal während des Bürgerkriegs in Bordeaux begonnenen Geschichte der spanischen Sprache (zwei Bände, Madrid 2005).

## Werke

### Werke (Auswahl)
- Poema de Alfonso XI. Fuentes. Dialecto. Estilo, Madrid 1953
- Un prosista anónimo del siglo XIV (La Gran Crónica de Alfonso XI). Hallazgo. Estilo. Reconstrucción, La Laguna 1955
- La escuela lingüística española y su concepción del lenguaje, Madrid 1955
- De Alfonso X al Conde de Barcelos. Cuatro estudios sobre el nacimiento de la historiografía romance en Castilla y Portugal, Madrid 1962
- Siete siglos de romancero. Historia y poesía, Madrid 1969
- Por campos del Romancero. Estudios de la tradición oral moderna, Madrid 1970
- Lingüística íbero-románica, I. Crítica retrospectiva, Madrid 1974
- La Tradición oral manuscrita en la "Crónica de Alfonso XI", Madrid 1974
- (mit anderen) El Romancero Pan-Hispánico. Catálogo General Descriptivo / The Pan-Hispanic Ballad. General Descriptive Catalogue,  Madrid 1982–1988 (mehrere Bde.)
- El español. Orígenes de su diversidad, Madrid 1989
- Las lenguas circunvecinas del castellano. Cuestiones de dialectología hispano-románica, Madrid 1989
- La Estoria de España de Alfonso X. Creación y evolución, Madrid 1992
- (Hrsg.) Ramón Menéndez Pidal, Antología de prosistas castellanos, Madrid 1992
- (Hrsg. mit María del Mar de Bustos) Ramón Menéndez Pidal, La épica medieval española. Desde sus orígenes hasta su disolución en el romancero, I, Madrid 1992
- De la silva textual al taller historiográfico alfonsí. Códices. Crónicas,. Versiones y cuadernos de trabajo, Madrid 1997
- Arte poética del romancero oral, 2 Bde., Madrid 1997–1998
- (mit anderen) Catálogo analítico e índices del Archivo Romancístico Menéndez Pidal / Goyri. Romances de tema nacional, 2 Bde.,  Barcelona 1998
- La épica española. Nueva documentación y nueva evaluación, Madrid 2001
- El Archivo del Romancero. Patrimonio de la humanidad. Historia documentada de un siglo de historia, 2 Bde., Madrid 2001
- El Cid en la historia y sus inventores, Madrid 2002
- "Rodericus" romanzado en los reinos de Aragón, Castilla y Navarra, Madrid 2005
- (Hrsg.) Ramón Menéndez Pidal, Historia de la lengua española, 2 Bde.,  Madrid 2005, 2007